# Kaarlo Ignatius
Kaarlo Yrjö Benedictus Ignatius, född 12 november 1869 i Helsingfors, död 1942, var en finländsk jurist. Han var son till Karl Ferdinand Ignatius.
Ignatius blev juris doktor 1900 och extra ordinarie lektor i finska vid Helsingfors universitets juridiska fakultet 1903, var ledamot av lagberedningen 1906–12, assessor i Viborgs hovrätt 1908–13 samt blev 1914 docent, 1922 adjunkt i straff- och straffprocessrätt och var 1923–27 president i Vasa hovrätt. 
Ignatius sändes 1917 av senaten till USA för att anskaffa livsmedel. Han var ordförande i finländska avdelningen av 1919 års kommitté för mellannordisk försäkringslagstiftning.